# LibreCMC
LibreCMC는 와이파이 라우터와 같이 제한된 리소스를 가진 기기를 위한 완전한 자유 소프트웨어 GNU/리눅스-리브레 배포판이다. OpenWRT를 기반으로 한 이 프로젝트의 목표는 GNU 자유 시스템 배포 기준(GNU FSDG)을 준수하고 자유 소프트웨어 재단에서 정한 이 요구 사항을 계속 충족하도록 하는 것이다. 자유 펌웨어로 작동하는 ac (Wi-Fi 5) 또는 ax (Wi-Fi 6) 칩셋이 없으므로 LibreCMC는 이들 표준을 지원하지 않는다.
LibreWRT라는 또 다른 프로젝트가 존재하였으나 2015년에 libreCMC 프로젝트에 병합되었다. 2020년부터 LibreCMC 릴리스는 더 이상 코드네임을 사용하지 않는다.

## 역사

### 릴리즈 역사[9]
| 버전   | 코드네임        | 코드 기반     | 릴리즈           | 패치 수준 | 주요 변경 사항 |
| ------ | --------------- | ------------- | ---------------- | --------- | --- |
| 1.2    | Delusional Dan  |               | 2014년           |           | - 첫 번째 공개 바이너리 릴리즈 |
| 1.3    | Elegant Eleanor |               | 2015년           | 1.3.2     | - LibreWRT와 통합 - LTS (장기 지원) 버전 |
| 1.4    | Frivolous Fred  | LEDE 17.01    | 2019년           | 1.4.9     | - LEDE 기반 버전 |
| 1.5.0  | 해당 없음       | OpenWrt 19.07 | 2020년 1월 3일   | 1.5.0     | |
| 1.5.0a | 해당 없음       | OpenWrt 19.07 | 2020년 1월 31일  | 1.5.0a    | - 취약점 CVE-2020-7982 대응 - 취약점 CVE-2020-7248 대응 |
| 1.5.1  | 해당 없음       | OpenWrt 19.07 | 2020년 4월 1일   | 1.5.1     | - 리눅스-리브레 커널 4.14.173으로 업데이트 - Wireguard 1.0.20200330으로 업데이트 - Tor 0.4.2.7: CVE-2020-10592 취약점 대응 및 init script 문제 수정 - 취약점 CVE-2020-8597 대응 - 취약점 CVE-2020-7982 대응 - 취약점 CVE-2020-7248 대응 |
| 1.5.2  | 해당 없음       | OpenWrt 19.07 | 2020년 6월 29일  | 1.5.2     | - 리눅스-리브레 커널 4.14.185로 업데이트 - Wireguard 1.0.20200623으로 업데이트 - 일부 mvebu 장치 지원 |
| 1.5.3  | 해당 없음       | OpenWrt 19.07 | 2020년 10월 2일  | 1.5.3     | - 리눅스-리브레 커널 4.14.199로 업데이트 - Wireguard 1.0.20200908로 업데이트 - LuCI에 WolfSSL 지원 추가 - OpenSSL 1.1.1h로 업데이트 - Mbedtls 2.16.8로 업데이트                                                                         |
| 1.5.4  | 해당 없음       | OpenWrt 19.07 | 2020년 12월 31일 | 1.5.4     | - 리눅스-리브레 커널 4.14.212로 업데이트 - OpenSSL 1.1.1i로 업데이트 - OpenVPN v2.4.10로 업데이트 - Wireguard v1.0.20201221로 업데이트 - 취약점 CVE-2020-28928, CVE-2020-8037 대응                                                      |

## 지원되는 하드웨어 목록

### 공식 지원 기기
LibreCMC는 공식적으로 다음 장치를 지원한다.
Melco
- WZR-HP-G300NH
- WHR-HP-G300NH

Netgear
- WNDR3800
  - v1.x

TP-Link
- TL-MR3020
  - v1
- TL-WR741ND
  - v1-v2,
  - v4.20 ~ v4.27
- TL-WR841ND
  - v5.x
  - v8.x
  - v9.x
  - v10.x
  - v11.x
  - v12.x
- TL-WR842ND
  - v1
  - v2
- TL-WR1043ND
  - v1.x
  - v2.x
  - v3.x
  - v4.x
  - v5.x

ThinkPenguin
- TPE-NWIFIROUTER2
- TPE-R1100
- TPE-R1200

Qi-Hardware
- Ben Nanonote

## 종류
LibreCMC는 여러 지원 기기의 사양에 맞게 3가지의 설치 이미지를 제공한다.

### Main (generic)
OpenWrt와 동일한 LuCI 웹 인터페이스를 갖추고 있어 웹 브라우저를 통한 간편한 공유기 설정이 가능하다. 완전한 패키지 관리자와 IPv6 스택 또한 갖추고 있다. 최소 8MB 이상의 플래시 메모리 공간이 필요하다.

### Legacy (tiny)
4MB 플래시 메모리를 갖춘 공유기를 위한 버전이며, LuCI 웹 인터페이스와 IPv6 스택을 지원한다. 패키지 관리자는 지원하지 않는다.

### Core
8MB 미만의 플래시 메모리에도 설치가 가능한 버전으로, 웹 인터페이스를 갖추고 있지 않아 텍스트 기반으로 설정해야 한다. IPv6 스택과 패키지 관리자를 지원한다.

## 설치 방법
기본적인 설치 방법은 OpenWrt와 동일하다. 각각의 지원 기기마다 Factory 이미지와 Sysupgrade 이미지가 제공되는데, Factory 이미지는 초기 설치용, Sysupgrade는 이미 LibreCMC가 설치된 장치의 버전 업데이트에 사용되는 이미지이다.

## 같이 보기
- 리눅스 배포판 비교